# 여행

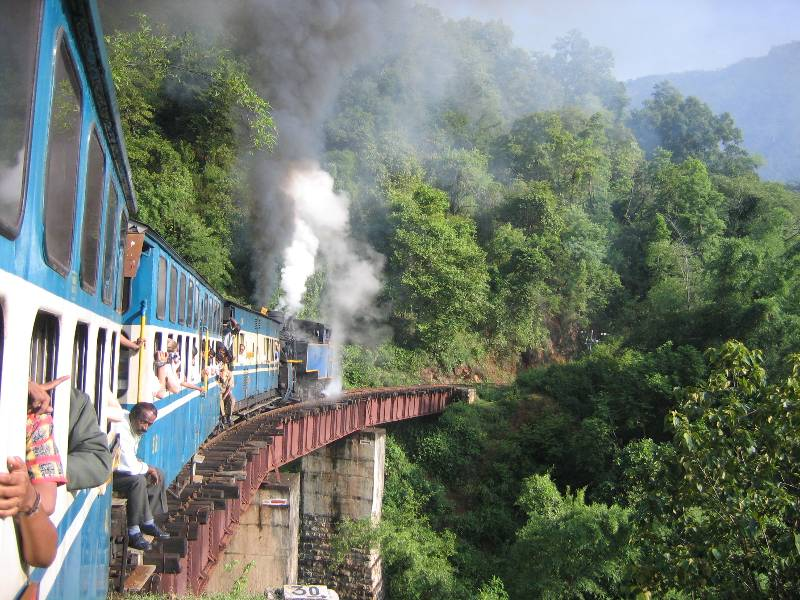
열차 여행 – 인도 타밀나두주의 닐기리 산악 철도의 메투팔라얌과 우티 사이 다리 위 열차 승객

여행(旅行, 문화어: 려행, 영어: travel)은 사람들이 멀리 떨어진 지리적 장소 사이를 이동하는 것이다. 여행은 도보, 자전거, 자동차, 열차, 보트, 버스, 비행기, 선박 또는 기타 수단으로, 수하물 유무에 관계없이, 편도 또는 왕복으로 이루어질 수 있다. 여행은 관광의 경우와 같이 연속적인 이동 사이에 비교적 짧은 체류를 포함할 수도 있다.

## 어원
여행의 영단어 "travel"이라는 단어의 기원은 역사 속으로 사라졌을 가능성이 크다. "travel"이라는 용어는 '일하다'를 뜻하는 고대 프랑스어 단어 travail에서 유래했을 수 있다. 메리엄-웹스터 사전에 따르면, travel이라는 단어가 처음 사용된 시기는 14세기이다. 또한 이 단어는 중세 영어 travailen, travelen(괴롭히다, 노동하다, 노력하다, 여행하다를 의미)에서 유래했으며, 더 이전에는 고대 프랑스어 travailler(힘들게 일하다, 노고하다를 의미)에서 유래했다고 명시되어 있다.
영어에서 사람들은 여전히 때때로 travail이라는 단어를 사용하는데, 이는 투쟁을 의미한다. 사이먼 윈체스터는 그의 저서 "The Best Travelers' Tales"(2004)에서 travel과 travail이라는 단어 모두 더욱 고대의 뿌리를 공유한다고 말한다. 그것은 로마의 고문 기구인 tripalium(라틴어로 "세 개의 말뚝", 즉 꿰뚫는 것을 의미)이다. 이러한 연관성은 고대 여행의 극심한 어려움을 반영할 수 있다. 현대의 여행은 목적지에 따라 훨씬 쉽거나 그렇지 않을 수 있다. 에베레스트산, 아마존 우림, 익스트림 관광, 어드벤처 여행으로의 여행은 더 어려운 형태의 여행이다. 여행은 또한 버스, 유람선, 심지어 달구지와 같은 여행 방법에 따라 더 어려울 수 있다.

## 목적 및 동기

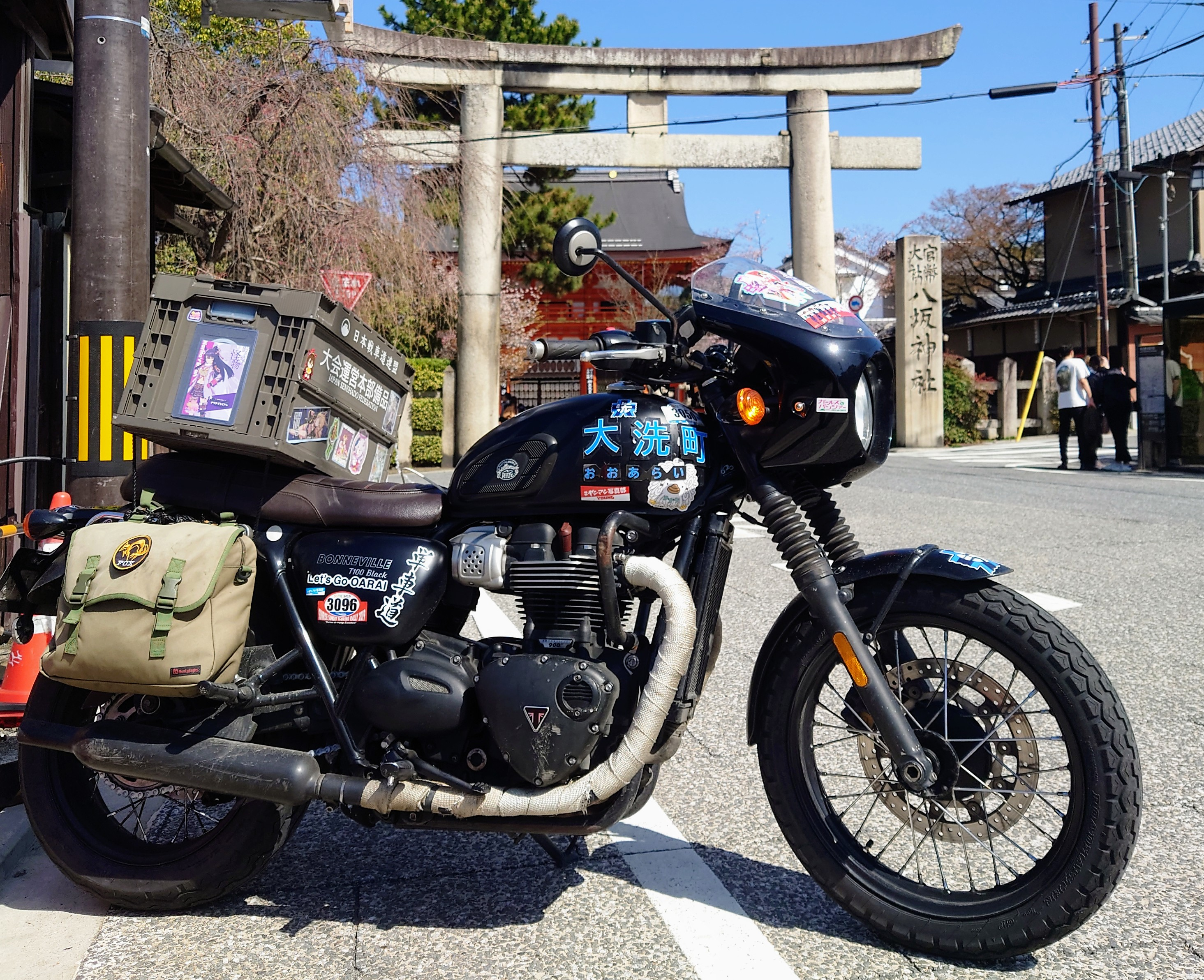
뒷좌석에 큰 상자가 달린 여행자의 모터사이클

여행의 이유는 레크리에이션, 명절, 활력 회복, 관광 또는 휴가, 연구 여행, 정보 수집, 방문, 자선을 위한 자원봉사 여행, 다른 곳에서 삶을 시작하기 위한 인구이동, 종교적 순례 및 선교 여행, 출장 (여행), 무역, 통근, 건강 관리, 전쟁 또는 전쟁 회피, 여행 즐기기 또는 기타 이유가 있다. 여행자는 인력거와 같은 인력 운송 수단(걷기 또는 자전거 타기)을 이용할 수도 있고, 대중교통, 자동차, 열차, 연락선, 보트, 유람선 및 비행기와 같은 탈것을 이용할 수도 있다.
여행 동기는 다음과 같다:
- 기쁨[6]
- 휴식
- 발견 및 탐험[4]
- 모험
- 문화간 의사소통[4]
- 인간 관계 구축을 위한 개인적인 시간 갖기.
- 스트레스 피하기[7]
- 추억 만들기[7]
- 문화 체험[8]
- 자원봉사
- 축제 및 행사

## 역사
여행은 고전 고대로 거슬러 올라가는데, 부유한 그리스인과 로마인들은 폼페이와 바이아이 같은 도시의 별장과 빌라로 여가 여행을 떠났다. 초기 여행은 더 느리고, 더 위험하며, 무역과 이주에 더 지배적이었지만, 수년간의 문화적, 기술적 발전은 여행이 더 쉽고 접근 가능하게 되었음을 의미했다. 인류는 1492년 크리스토퍼 콜럼버스가 스페인에서 신대륙으로 항해하여 최종 목적지에 도착하는 데 10주 이상이 걸렸던 원정에서부터 21세기에는 항공기를 통해 스페인에서 미국으로 밤새도록 여행할 수 있게 되면서 운송 분야에서 큰 발전을 이루었다.
중세 시대의 여행은 어려움과 도전을 안겨주었지만, 경제와 사회에 중요했다. 도매 부문은 (예를 들어) 대상 (상인)이나 해상 여행자와 거래하는 상인에게 의존했으며, 최종 사용자 소매업은 종종 마을에서 촌락으로 떠도는 많은 행상인의 서비스를 필요로 했다. 방랑 수도승(gyrovague)과 방랑 탁발수도사는 소외된 지역에 신학과 목회를 가져왔고, 음유시인들은 순회 공연을 했으며, 군대는 다양한 십자군 전쟁과 여러 다른 전쟁에서 멀리까지 활동했다. 순례는 유럽과 이슬람 세계 모두에서 흔했으며, 국내외의 수많은 여행자들이 참여했다.
16세기 후반에는 젊은 유럽 귀족과 부유한 상류층 남성들이 예술과 문학 교육의 일환으로 중요한 유럽 도시들을 여행하는 것이 유행했다. 이것은 그랜드 투어라고 알려졌으며, 런던, 파리, 베네치아, 피렌체, 로마와 같은 도시들을 포함했다. 그러나 프랑스 혁명은 그랜드 투어의 종말을 가져왔다.
수상 여행은 적어도 19세기 철도망의 출현 전까지는 육상 여행보다 더 편안하고 빨랐다. 관광을 목적으로 한 여행은 이 시기에 사람들이 여행이 더 이상 힘들고 도전적인 일이 아니게 되자 즐거움을 위해 여행하기 시작하면서 시작된 것으로 보고된다. 이는 토머스 쿡과 같은 사람들이 열차와 호텔을 함께 예약하는 관광 패키지를 판매하면서 활용되었다. 비행선과 비행기는 20세기에 장거리 지상 여행의 많은 부분을 차지했으며, 특히 제2차 세계 대전 이후 항공기와 조종사 모두가 남아돌면서 더욱 그러했다. 항공 여행은 21세기에 너무나 보편화되어 알렉시스 앨포드라는 한 여성이 21세가 되기 전에 196개국을 모두 방문했다.

## 지리적 유형
여행은 지역적, 국내적(국내) 또는 국제적일 수 있다. 일부 국가에서는 비지역적 국내 여행에 국내 여권이 필요할 수 있으며, 국제 여행에는 일반적으로 여권과 사증이 필요하다. 투어는 일반적인 여행 유형이다. 여행 투어의 예로는 탐험 크루즈, 소그룹 투어, 그리고 리버 크루즈가 있다.

## 안전

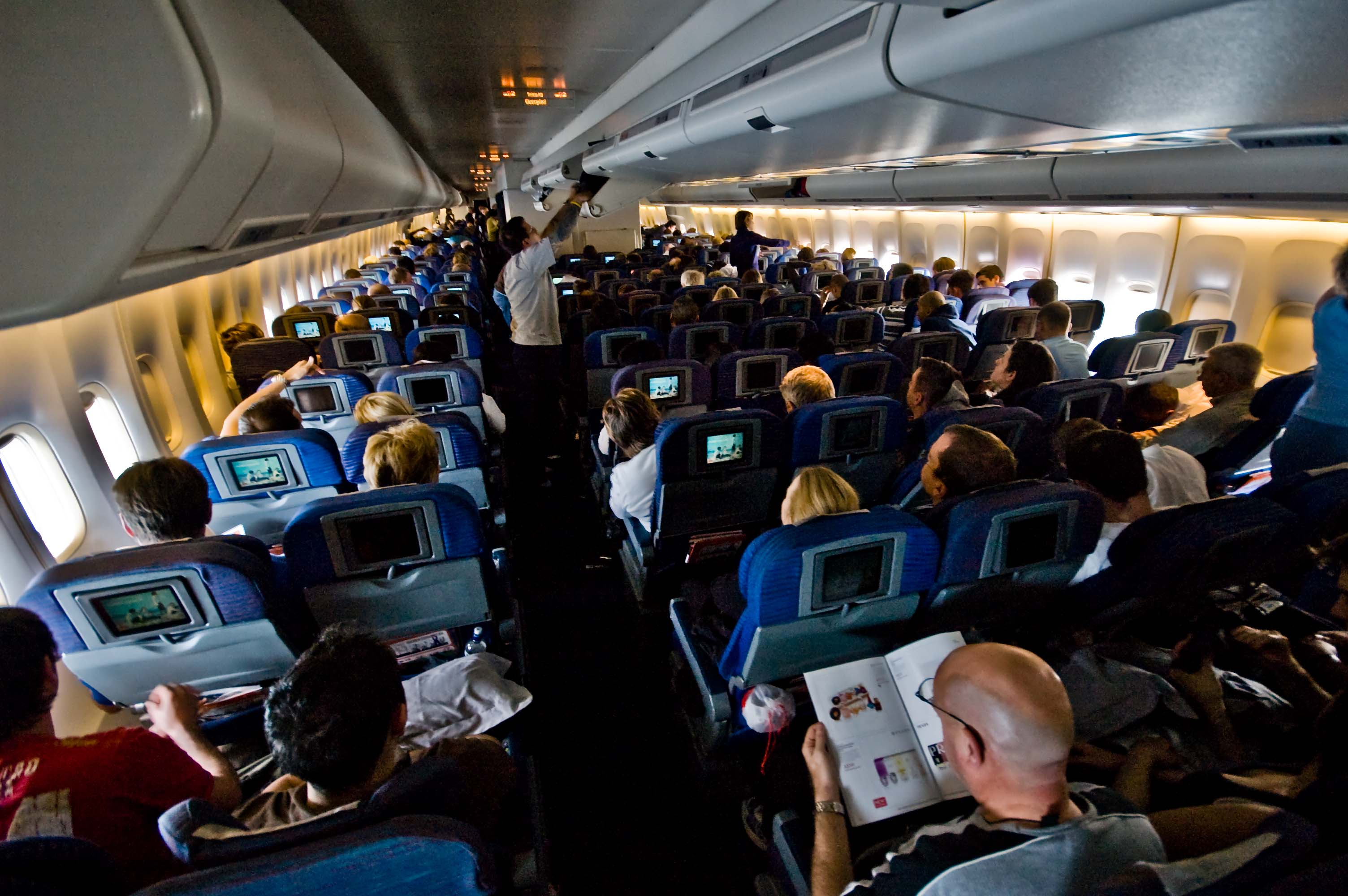
영국항공 747 비행기 안의 여행객들. 항공 여행은 일반적인 교통수단이다.

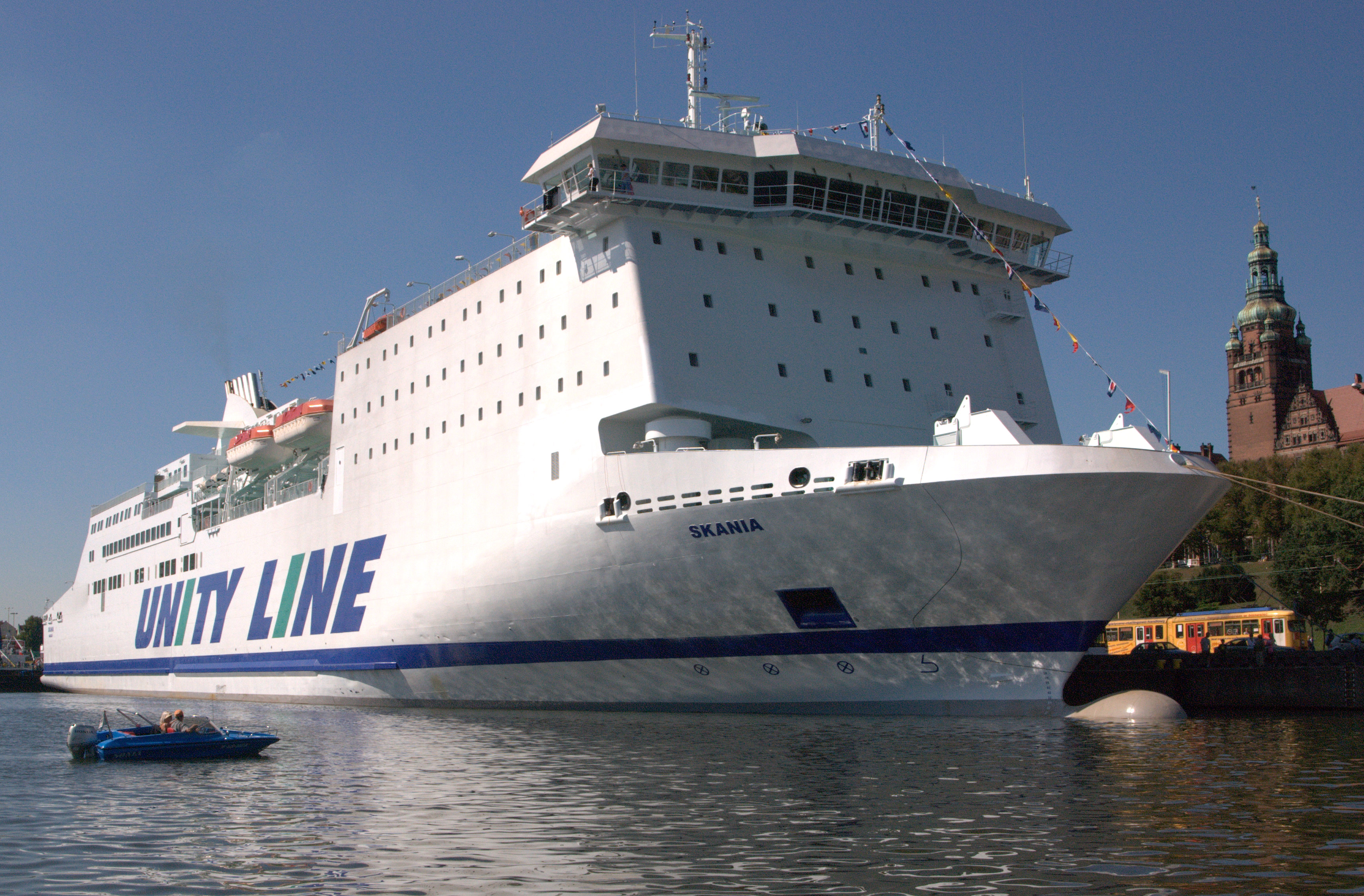
슈체친 항의 MS 스카니아 연락선

당국은 여행 안전을 보장하기 위한 예방 조치의 중요성을 강조한다. 해외 여행 시 사고 없는 안전한 여행이 될 가능성이 높지만, 여행자는 어려움, 범죄, 폭력에 노출될 수 있다. 몇 가지 안전 고려 사항에는 주변 환경에 대한 인식, 범죄 대상이 되는 것 피하기, 여권 및 여행 일정표 정보 사본을 신뢰할 수 있는 사람에게 맡기기, 방문할 국가에서 유효한 건강보험 가입, 외국 도착 시 자국 외교 공관에 등록하기 등이 있다. 많은 국가가 다른 국가의 운전 면허증을 인정하지 않지만, 대부분의 국가가 국제 운전 면허증을 인정한다. 자국에서 발행된 자동차보험 증서는 외국에서 유효하지 않은 경우가 많으며, 방문할 국가에서 유효한 임시 자동차보험에 가입하는 것이 필수 요건인 경우가 많다. 목적지 국가의 운전 규칙 및 규정에 익숙해지는 것도 권장된다. 안전상의 이유로 안전벨트 착용은 매우 권장된다. 많은 국가에 안전벨트법 위반에 대한 처벌이 있다.
다양한 형태의 여행의 안전을 비교하는 데 사용될 수 있는 세 가지 주요 통계가 있다(환경, 교통 및 지역부의 2000년 10월 조사 기준):
| 교통수단   | 10억 명당 사망자 수 | 10억 명당 사망자 수 | 10억 명당 사망자 수 |
| 교통수단   | 여행                | 시간                | 킬로미터            |
| ---------- | ------------------- | ------------------- | ------------------- |
| 버스       | 4.3                 | 11.1                | 0.4                 |
| 철도       | 20                  | 30                  | 0.6                 |
| 항공       | 117                 | 30.8                | 0.05                |
| 선박       | 90                  | 50                  | 2.6                 |
| 승합차     | 20                  | 60                  | 1.2                 |
| 자동차     | 40                  | 130                 | 3.1                 |
| 걷기       | 40                  | 220                 | 54                  |
| 자전거     | 170                 | 550                 | 45                  |
| 모터사이클 | 1640                | 4840                | 109                 |

## 같이 보기
- 항공의 환경적 영향
- 레이오버
- 여행자 목록
- 교통수단
- 레크리에이션 여행
- 귀환권
- 과학 관광
- 교통
- 관광